# George Davies (athlétisme)
Pour les articles homonymes, voir George Davies et Davies.
George Davies (né le 19 novembre 1940) est un athlète américain spécialiste du saut à la perche.
Le 20 mai 1961, à Boulder, George Davies établit un nouveau record du monde de la discipline avec 4,83 m, améliorant de trois centimètres l'ancienne meilleure marque mondiale établie en 1960 par son compatriote Donald Bragg. Il est le premier recordman du monde à utiliser des perches en fibres de verre.